# Harold Olsen
Harold G. Olsen (Rice Lake, Wisconsin; 12 de mayo de 1895-Evanston, Illinois; 29 de octubre de 1953) fue un jugador y entrenador de baloncesto estadounidense que tras jugar en su etapa universitaria en la Universidad de Wisconsin fue entrenador durante 30 temporadas en la División I de la NCAA y 3 más en la BAA. Es miembro tanto del Basketball Hall of Fame, como del National Collegiate Basketball Hall of Fame.

## Trayectoria deportiva

### Jugador
Jugó durante tres temporadas con los Badgers de la Universidad de Wisconsin, siendo incluido en las dos últimas en el mejor quinteto de la Big Ten Conference. Fue también elegido All-American en su último año.

### Entrenador
Comenzó su carrera de entrenador un año después de acabar la universidad, dirigiendo a la Universidad de Bradley y al Ripon College, antes de llegar a la Universidad estatal de Ohio, a la que dirigió durante 24 temporadas, en las que ganó cinco títulos de la Big Ten Conference, y alcanzó en 4 ocasiones el torneo de la NCAA. En total consiguió para Ohio State 255 victorias y 192 derrotas.
En 1946 se convirtió en el primer entrenador de los Chicago Stags de la recién creada BAA, que años más tarde se convertiría en la NBA. En su primer año con los profesionales llevó al equipo a las finales, en las que cayeron ante los Philadelphia Warriors por 4-1. Dirigió dos años más al equipo, acabando con un balance de 95 victorias y 63 derrotas.
Regresó a la NCAA para dirigir a la Universidad Northwestern, donde estuvo dos temporadas en las que logró 19 victorias y 25 derrotas.

## Estadísticas en la BAA
| Equipo        | Temp.   | P   | V  | D  | %V-D | Finalizó    | PP | VP | DP | %V-DP | Resultado                         |
| ------------- | ------- | --- | -- | -- | ---- | ----------- | -- | -- | -- | ----- | --------------------------------- |
| Chicago Stags | 1946-47 | 61  | 39 | 22 | .639 | 1º en Oeste | 11 | 5  | 6  | .455  | Pierde en Finales de la BAA       |
| Chicago Stags | 1947-48 | 48  | 28 | 20 | .583 | 3º en Oeste | 5  | 2  | 3  | .400  | Pierde en Semifinales de la BAA   |
| Chicago Stags | 1948-49 | 49  | 28 | 21 | .571 | 3º en Oeste | 2  | 0  | 2  | .000  | Pierde en Semifinales de División |
| Total         |         | 158 | 95 | 63 | .601 |             | 18 | 7  | 11 | .389  |                                   |